# Chitila
Chitila (rumænsk udtale: [kiˈtila]) er en by i den vestlige del af distriktet Ilfov i Muntenien, Rumænien, beliggende 9 km nordvest for Bukarest. Den betragtes ofte som en satellitby til Bukarest. En landsby, Rudeni, er administreret af byen.
Byen har 14.762 (2021) indbyggere.

## Beliggenhed
Chitila ligger på den valakiske slette ved Colentina-floden, i den nordvestlige udkant af Bukarest. Centrum af den rumænske hovedstad ligger ca. 12 km derfra.

## Historie
Chitila opstod sandsynligvis i det 15. århundrede. Landsbyen har længe været landbrugsområde og ejet af Valakiske adelsslægter Brâncoveanu og Bibescu. Landsbyens karakter ændrede sig i takt med Bukarests stigende geografiske ekspansion - som gjorde Chitila til en forstad til den rumænske hovedstad - og med ibrugtagningen af jernbanelinjen Bukarest-Galați-Roman, som løber gennem Chitila. Siden 1882 har jernbanelinjen til Târgoviște afgrenet i Chitila, hvilket har gjort byen til et jernbaneknudepunkt.  Der blev bygget en stor rangerbanegård (i dag Bukarest-Triaj). I 1892 blev stedet hjemsted for en kommune. Senere blev Rudeni og nogle andre steder indlemmet, som i dag ikke længere er officielle distrikter. 
I begyndelsen af det 20. århundrede fandtes der midlertidigt en militær flyveplads og en flyveskole for den rumænske hær. Efter Anden Verdenskrig blev der etableret fødevare- og træforarbejdningsindustrier. I 2005 blev Chitila erklæret for en by, efter at et flertal af indbyggerne stemte for det ved en folkeafstemning.